# 小行星2910
小行星2910（2910 Yoshkar-Ola）是一颗围绕太阳公转的小行星。1980年10月11日，尼古拉·切爾尼赫在克里米亚发现了此天体。
該小行星以俄羅斯馬里埃爾共和國的城市約什卡爾奧拉命名。
这颗小行星的绝对星等为326.34541等。